# Lee Tae-yong
Lee Tae-yong (이태용?, 李泰容?; Seul, 1º luglio 1995) è un rapper e compositore sudcoreano.
È meglio conosciuto come membro e leader della boy band NCT. Nel 2016, ha debuttato nella prima sottounità del gruppo, NCT U, e più tardi, sempre in quell'anno, diventa il leader della seconda sotto unità, NCT 127 (con debutto nel mercato US). Come cantautore, Lee ha partecipato alla scrittura di oltre 30 canzoni in quattro lingue diverse (inglese, giapponese, coreano e cinese), rilasciate principalmente dalle varie unità di NCT. Nel 2019 ha debuttato come membro del supergruppo sudcoreano SuperM, prodotto dalla SM Entertainment in collaborazione con la casa discografica americana Capitol Records. Ha anche pubblicato il suo primo singolo da solista, "Long Flight", nel 2019.

## Biografia
Lee Tae-yong è nato il 1 luglio 1995 a Seoul, in Corea del Sud. Ha vissuto assieme ai genitori ed alla sorella (classe 1988) a Seoul fin dalla nascita. All'età di 18 anni, è stato scoperto per strada da un reclutatore di SM Entertainment ed è entrato a far parte della compagnia dopo aver superato con successo l'audizione cantando l'inno nazionale coreano. Si è laureato alla School of Performing Arts Seoul.  È stato presentato come membro del gruppo SM Rookies, un team di formazione di idoli pre-debutto, il 2 dicembre 2013. Al debutto, gli sono stati assegnati i ruoli di rapper principale e ballerino principale, nonostante non avesse precedenti di danza prima della sua formazione all'agenzia e l'opinione del suo insegnante di danza dubbiosa sulla sua capacità di recuperare. Nel 2014, un video di Lee che esegue un frammento della sua canzone "Open the Door" è stato pubblicato sul canale YouTube di SMTown.  Nello stesso anno, Lee apparve nella canzone delle Red Velvet "Be Natural". È stato accreditato in entrambe le pubblicazioni come "SR14B Taeyong".

## Carriera

### 2012 - 2016: Pre-debutto
Lee Tae-yong venne reclutato per strada da un talent scout della SM Entertainment invitandolo a presentarsi ad un'audizione dell'agenzia per un nuovo programma di formazione per futuri Idol. Quando si presenta all'audizione, non avendo preparato una canzone, cantò l'inno nazionale coreano. Nel 2012 entra ufficialmente sotto l'agenzia SM Entertainment come training. Viene inserito nel progetto SMRookies (assieme ad altri training che debutteranno poi come RedVelvet, NCT, Aespa). Frequenta la scuola d'arte con altri membri della SMRookies: School of Performing Arts Seoul (conosciuta per i suoi studenti famosi, come Jeon Jungkook dei BTS, Sehun, Kai degli EXO). Il suo pre-debutto procede con produzioni di sue cover e singoli, collaborazioni e partecipazioni ai progetti SMTown.

### 2016 - 2018: il debutto
Il gruppo NCT (Neo Culture Technology) formatosi dopo il progetto SMRookies si è composto da 15 membri divisi in tre unità: NCT-U (la formazione varia dalle canzoni), NCT-127 (Taeyong, Taeil, Doyoung, Jaehyun, Mark, Yuta, Winwin, Haechan, Johnny) e NCT-Dream, i più piccoli, (Mark, Haechan, Jeno, Jaemin, Chenle, Renjun, Jisung), con leader di tutte le unità Lee Taeyong.
Nell'aprile 2016, Lee ha debuttato come membro degli NCT U con la canzone "The 7th Sense", che è stata anche la prima versione complessiva degli NCT. Nel luglio dello stesso anno, ha debuttato come membro e leader degli NCT 127 (debuttato anche negli Stati Uniti) con il loro primo EP NCT # 127, per il quale ha co-scritto 2 canzoni, incluso il singolo principale "Fire Truck". Nel gennaio 2017, NCT 127 è tornato con l'EP Limitless. Taeyong ha partecipato alla scrittura di quattro canzoni per l'album, con la canzone "Baby Don't Like It" che segna la prima volta che è stato accreditato come compositore. A giugno, il gruppo ha pubblicato il terzo EP, Cherry Bomb. Tutte le canzoni dell'album, tranne una, sono state scritte da Taeyong. La title track, "Cherry Bomb", è stata successivamente nominata come una delle migliori canzoni K-pop dell'anno da Billboard e Idolator.
Nel 2017, Lee ha partecipato a due collaborazioni con altri artisti della SM Entertainment. "Around", una canzone sperimentale prodotta da Hitchhiker, è stata rilasciata con un video musicale di accompagnamento a maggio, attraverso il progetto SM Station. Lee ha anche lavorato con il cantante e produttore Yoo Young-jin nella ballata rock Cure, che è stata rilasciata nell'agosto 2017, anche tramite SM Station. Insieme ai vocalist degli NCT 127 Taeil e Doyoung, Taeyong è apparso nella colonna sonora per il drama School 2017, interpretando il ruolo di rapper e cantautore per la ballata R&B "Stay in My Life".
Il gruppo NCT, non avendo limiti di membri (come detto dalla stessa agenzia SM Entertainment), nel 2018 accolse sei nuovi componenti creando così anche una nuova sub unità: NCT-U (invariato), NCT-127 (inserimento di Jungwoo al posto di Winwin che passa ad un'altra sub unità), NCT-Dream (invariato), WayV, nuovo gruppo cinese (Kun, Ten, Lucas, Winwin, Xiaojun, Hendery e Yangyang), mantenendo Lee come leader dell'intero gruppo (21 membri).
Nel marzo 2018, NCT ha pubblicato il loro primo album completo come parte di un progetto su larga scala che unisce tutti i suoi sottogruppi: NCT 2018 Empathy. Lee è apparso in cinque delle unità presenti nell'album (NCT 127, NCT 2018 e tre unità di NCT U). Ha partecipato alla scrittura di cinque canzoni per Empathy.
Ha fatto il suo debutto in Giappone con l'EP Chain degli NCT 127 nel maggio 2018. L'album ha raggiunto il numero due della classifica Oricon Weekly Albums. Quello stesso mese, Lee si è unito al cast di Food Diary, uno spettacolo di varietà che segue un gruppo di celebrità che esplorano l'agricoltura e il processo di produzione alimentare, insieme al compagno di etichetta BoA. Lee ha co-scritto quattro canzoni per il primo album completo degli NCT 127, Regular-Irregular Archiviato il 26 gennaio 2021 in Internet Archive., incluso il singolo promozionale "Regular". La canzone è stata inizialmente pubblicata in due lingue: inglese e coreano, ma in seguito è stata anche il singolo di debutto della sub unità cinese, WayV.

### 2019 - oggi: Solo, SuperM, NCT 2020
Ad aprile, gli NCT 127 hanno pubblicato il loro primo album giapponese integrale, Awaken, per il quale Lee ha co-scritto la canzone "Lips".
Nel luglio 2019, Lee ha pubblicato la sua prima canzone da solista, "Long Flight", che aveva scritto e co-composto, con un video musicale di accompagnamento. La traccia è stata il finale della terza stagione del progetto SM Station. La canzone ha debuttato al sesto posto nella classifica Billboard World Digital Song Sales.
L'8 agosto 2019, Lee è stato rivelato come membro dei SuperM, un super gruppo K-pop creato dalla SM Entertainment in collaborazione con Capitol Records. Le promozioni del gruppo sono iniziate in ottobre ed erano rivolte al mercato americano (internazionale). Il gruppo ha pubblicato il loro primo EP, SuperM, per il quale Lee ha co-scritto la canzone "No Manners". L'album ha debuttato al primo posto della classifica Billboard 200 Album.
Nello stesso mese, Lee e Punch hanno collaborato a una canzone della OST per Hotel del Luna, una serie televisiva con IU e Yeo Jin-goo. L'uscita, intitolata "Love del Luna", è la tredicesima (e ultima) parte della colonna sonora. Nel novembre 2019, Lee è apparso in "Mood" di Marteen.
Partecipa con i SuperM al loro concerto di debutto al Capitol Records Building di Los Angeles il 5 ottobre e al loro debutto televisivo al The Ellen DeGeneres Show il 9 ottobre. Il gruppo ha quindi iniziato a intraprendere il loro primo tour, We Are the Future Live, con dieci date in Nord America da novembre 2019 a febbraio 2020. Il tour è stato esteso all'America Latina e all'Europa, con tre date del tour nel febbraio 2020. Il gruppo ha fatto il tutto esaurito, tra gli altri, nella seconda arena interna più grande del Regno Unito, la O2 Arena. Il loro concerto al Tokyo Dome, inizialmente previsto per il 23 aprile, è stato rinviato a tempo indeterminato a causa della pandemia COVID-19.
Il gruppo NCT, non avendo limiti di membri (come detto dalla stessa agenzia SM Entertainment), nel 2020 accolse due nuovi componenti : NCT-U (aggiunta di Shotaro e Sungchan), NCT-127 (invariato), NCT-Dream (invariato), WayV (invariato), mantenendo Lee come leader dell'intero gruppo (23 membri).
Nel marzo 2020, gli NCT 127 hanno pubblicato il loro secondo album completo, Neo Zone. Lee ha partecipato alla scrittura di tre canzoni per l'album. L'album ebbe un successo commerciale. Ha debuttato quinto nella classifica della Billboard 200 degli Stati Uniti e insieme al repackage, Neo Zone: The Final Round, ha venduto più di un milione di copie in Corea del Sud.
Con i SuperM ha partecipato, ad aprile, alla serie di concerti online, One World: Together at Home, per sostenere il Fondo di risposta solidale COVID-19 dell'Organizzazione mondiale della sanità, oltre a promuovere il distanziamento sociale. Nel settembre 2020, pubblicano il loro primo album, Super One, per il quale Lee ha co-scritto la canzone "Together At Home". Quello stesso mese, è stato annunciato il secondo progetto su larga scala di NCT che univa tutti i suoi sottogruppi, NCT 2020: Resonance, diviso in due parti (pt.1 e pt.2); Lee è stato confermato come leader generale del gruppo.

## Influenza
A febbraio 2021 ha aperto il suo account personale su Instagram raggiungendo 2 milioni di follower in meno di due ore, diventando così il primo cantante K-Pop a raggiungere questo traguardo (oltre a Kang Daniel che raggiunse 1 milione di follower in meno di un giorno).

## Gruppi
- NCT (2016 - in attività)
- NCT-U (2016 - in attività)
- NCT-127 (2016 - in attività)
- SuperM (2019 - in attività)

## Filmografia

### Film
- SMTown: The Stage (SMTOWN THE STAGE), regia di Bae Sung-sang (2015)

### Speciali
- NCTmentary - speciale (2018)
- 2020 KBS Song Festival CONNECT - (2020)

### Programmi televisivi
- Exo 90:2014 - programma televisivo, episodi 1-3, 5-7, 11 (2014)
- Music Station (ミュージックステーション) - programma televisivo (2016)
- Pops In Seoul - programma televisivo (2016)
- NCT On Air - programma televisivo (2016)
- NCT Life in Bangkok (엔씨티 라이프 방콕) - programma televisivo (2016)
- NCT Life in Seoul (엔씨티 라이프 서울) - programma televisivo (2016)
- NCT Life: Team Building Activities (엔씨티 라이프 단합대회) - programma televisivo (2016)
- Weekly Idol (주간 아이돌) - programma televisivo, episodio 265, 289, 347, 378, 410, 452-453, 462 (2016, 2017, 2018, 2019, 2020)
- Idol Chef King (아이돌요리왕) - programma televisivo (2016)
- NCT Life: Korean Cuisines Challenge (엔씨티 라이프 한식왕 도전기) - programma televisivo (2016)
- NCT Life in Chiang Mai (엔시티 라이프 치앙마이) - programma televisivo (2017)
- NCT Life in Osaka (엔시티 라이프 오사카) - programma televisivo (2017)
- NCT 127 BOY VIDEO - programma televisivo (2017)
- K-RUSH (KBS World Idol Show K-RUSH) - programma televisivo, episodio 16 (2017)
- Snowball Project (눈덩이 프로젝트) - programma televisivo (2017)
- Music Bank in Jakarta (뮤직뱅크) - programma televisivo (2017)
- N' Minute (N') - programma televisivo (2017)
- NCT 127: Road to Japan - programma televisivo (2017-2018)
- Idol Star Athletics Championships (아이돌 스타 육상 선수권대회) - programma televisivo (2018)
- All The Butlers (집사부일체) - programma televisivo, episodio 12 (2018)
- K-RUSH (KBS World Idol Show K-RUSH Season 3) - programma televisivo, episodio 3 (2018)
- Food Diary (식량일기 닭볶음탕 편) - programma televisivo (2018)
- NCT RECORDING DIARY - programma televisivo, episodi 1, 6-7 (2018)
- School Attack 2018 (스쿨어택 2018) - programma televisivo, episodi 1-2 (2018)
- NCT127 X LieV (NCT127의 눕방라이브!) - programma televisivo (2018)
- Idol Room (아이돌룸) - programma televisivo, episodio 23 (2018)
- NCTzens Would Like This Too 127 (시즈니가 이런 거 또 좋아하지 127) - programma televisivo (2018)
- Happy Together 4 (해피투게더4) - programma televisivo, episodio 5 (2018)
- A Song For You 5 - programma televisivo, episodio 3 (2018)
- Johnny’s Communication Center (쟈니의 커뮤니케이션 센터) - programma televisivo, episodi 1, 4-5, 9-10, 24 (2018)
- Chen Le & Ji Sung's This and That (천지의 이것저것) - programma televisivo, episodio 3 (2018)
- Star Road: NCT127 (OSEN 스타로드 NCT127) - programma televisivo (2019)
- Mafia Dance (마피아댄스) - programma televisivo, episodio 22 (2019)
- 2019 Idol Star Athletics Championships (2019아이돌스타 육상 볼링 양궁 리듬 체조 족구 선수권 대회) - programma televisivo (2019)
- NCT 127 HIT THE STATES - programma televisivo, episodi 2, 6, 8-9, 12-13, 15-17 (2019)
- NCT 127 Teach Me JAPAN: Lesson 1 (NCT127おしえてJAPAN!) - programma televisivo (2019)
- NCT 127 Teach Me Japan: Lesson 2 (NCT 127 おしえてJAPAN) - programma televisivo (2019)
- NCT 127 BKLYN BOYS (엔시티 브루클린보이즈) - programma televisivo (2019)
- NCT 127 American School 101 (아메리칸스쿨101) - programma televisivo (2019)

- Men on a Mission (아는 형님) - programma televisivo, episodio 198, 245 (2019, 2020)
- We Play (위플레이) - programma televisivo, episodio 3 (2019)
- SuperM: The Beginning (SuperM 더 비기닝) - programma televisivo (2019)
- NCT 127 24hr RELAY CAM (NCT 127 릴레이캠) - programma televisivo, episodio 14 (2019)
- BOATTA (보았다) - programma televisivo, episodi 6, 12 (2020)
- MMTG (문명특급) - programma televisivo, episodio 211 (2020)
- 37.5MHz HAECHAN Radio (37.5MHz 해찬 라디오) - programma televisivo, episodio 2 (2020)
- CDTV Live! Live! (CDTV ライブ! ライブ!) - programma televisivo (2020)
- Star Road: The Return of NCT 127 - programma televisivo (2020)
- [Un Cut] Production Story - programma televisivo (2020)
- To You (투유) - programma televisivo, episodio 1 (2020)
- Late Night Punch Punch Show (레잇나잇펀치펀치쇼) - programma televisivo (2020)
- NCT 127 BATTLE GAME: Office Final Round - programma televisivo (2020)
- NCT 127 Baseball Team (시티고 야구부) - programma televisivo (2020)
- Favorite Entertainment (최애 엔터테인먼트) - programma televisivo, episodio 1 (2020)
- Dong Dong Shin Ki (동동신기) - programma televisivo, episodi 8-9 (2020)
- Yu Huiyeol’s Sketchbook (유희열의 스케치북) - programma televisivo, episodio 508 (2020)
- SuperM Midterm Exam (SuperM 중간고사) - programma televisivo (2020)
- Mtopia Pre-release (M토피아 선공개) - programma televisivo (2020)
- MTopia Cookie Clip (비하인드) - programma televisivo (2020)
- Mtopia (M토피아) - programma televisivo (2020)
- Mtopia Highlights (M토피아 하이라이트) - programma televisivo (2020)
- SuperM: As We Wish (원하는대로) - programma televisivo (2020)
- Tae Yong’s Communication Center (태용이의 탐구생활) - programma televisivo (2020)
- NCT's Chinese Secret Tips (NCT 중국어 특급 비책) - programma televisivo (2020)
- PARTY B - programma televisivo (2020)
- Welcome to Sun&Moon - programma televisivo, episodio 6 (2020)
- NCT WORLD 2.0 (NCT 월드 2.0) - programma televisivo (2020)
- Nolmyeon mwohani? (놀면 뭐하니?) - programma televisivo, episodio 65 (2020)
- NCT WORLD 2.0 Behind Cam (NCT 월드 2.0 비하인드캠) - programma televisivo (2020)
- 2020 ENQUETE 20 (2020 앙케이트 20) - programma televisivo (2020)
- Find the Best Dancer (최고의 댄서를 찾아라) - programma televisivo (2020)
- Chen Le & Ji Sung's This and That Season 2: Behind the Scenes (천지의 이것저것 시즌2 비하인드 영상) - programma televisivo (2020)
- NCT 24hr RELAY CAM (NCT 릴레이캠) - programma televisivo, episodio 23 (2021)
- CT High School - Grade 1, Class 27 (시티고 1학년 27반) - programma televisivo (2021)
- The Next NEO Model (도전 네오모델 코리아) - programma televisivo (2021)
- A Rooftop Farm (럭무럭무 자라라) - programma televisivo (2021)
- Our, July (우리, 칠월) - programma televisivo (2021)
- Street Woman Fighter (스트릿 우먼 파이터) - programma televisivo (2021)
- NCT LIFE in Gapyeong (NCT LIFE in 가평) - programma televisivo (2021)
- Stick Together - programma televisivo (2021)
- Street Woman Fighter Special Highlight (스트릿 우먼 파이터 스페셜 하이라이트) - programma televisivo (2021)
- Find The Best Cowboy (최고의 카우보이를 찾아라) - programma televisivo (2021)
- Saturday Night Live Korea 10 (새터데이 나이트 라이브 코리아 10) - programma televisivo, episodio 6 (2021)
- One Good Lemonade for One Good Talk - programma televisivo (2021)
- NCT Life in Gapyeong - Behind the Scenes (NCT LIFE in 가평 비하인드 영상) - programma televisivo (2021)
- Analog Trip 2 (Analog Trip 2 (아날로그 트립2)) - programma televisivo (2021)
- Vampire House: The Favorite (뱀파이어하우스 : The Favorite) - programma televisivo (2021)
- NCT Halloween Manito - programma televisivo (2021)
- Street Dance Girls Fighter (스트릿댄스 걸스 파이터) - programma televisivo, episodio 5 (2021)
- EuMARKJUNGsim (쇼! 으맠쩡심) - programma televisivo, episodio 7 (2021)
- NCT Beautiful Moments of 2021 and Beyond - programma televisivo (2022)
- The Link Log (더링크로그) - programma televisivo (2022)